# Heiner Gembris
Heiner Gembris (* 13. Juli 1954 in Paderborn) ist ein deutscher Musikwissenschaftler mit dem Arbeitsschwerpunkt Musikpsychologie.

## Leben und Werk
Gembris studierte Schulmusik an der Hochschule für Musik Detmold sowie Germanistik und Musikwissenschaft an der Freien Universität (FU) und Technischen Universität (TU) Berlin. Nach seiner Promotion im Jahr 1985 und mehrjähriger Lehrtätigkeit an einem Berliner Gymnasium arbeitete er als wissenschaftlicher Mitarbeiter an der Technischen Universität Berlin. Von 1996 bis 2001 war er als Akademischer Rat im Fach Musikpädagogik an der Universität Augsburg tätig. An den Universitäten Münster (1991 bis 1997) und Halle-Wittenberg (1996–2001) hatte er jeweils eine Professur für Systematische Musikwissenschaft. Ab April 2001 lehrte Heiner Gembris als Professor für Musik, Empirische Musikpädagogik und Musikpsychologie an der Universität Paderborn und Leiter des Instituts für Begabungsforschung in der Musik (IBFM). 2022 wurde er emeritiert. Zu seinen Arbeitsschwerpunkten zählen musikalische Begabung und Entwicklung in der Lebenszeitperspektive, Musikrezeption und Wirkungen von Musik.